# Wie man sein Leben lebt
Wie man sein Leben lebt (Originaltitel: The Naked Civil Servant) ist ein britischer Fernsehfilm unter Regie von Jack Gold aus dem Jahr 1975. Er erzählt das Leben des schwulen Exzentrikers Quentin Crisp, dargestellt von John Hurt, und basiert auf Crisps 1968 erschienener Autobiografie. Der Film erhielt viel Aufmerksamkeit und zahlreiche Auszeichnungen, bei der Wahl BFI TV 100 wurde er im Jahr 2000 auf Platz 4 der besten britischen Fernsehsendungen des 20. Jahrhunderts gewählt. 2009 erschien die Fortsetzung An Englishman in New York als Kinofilm.

## Handlung
In der ersten Szene begrüßt der echte Quentin Crisp das Publikum, stellt einige Bemerkungen an und erklärt unter anderem, dass „jeder Film, sogar der schlechteste, wenigstens besser als das echte Leben ist.“
Ende der 1920er-Jahre in den Vororten Londons: Quentin ist behütet in einer Mittelstandsfamilie aufgewachsen, wird sich aber zusehends seiner abweichenden sexuellen Identität bewusst. Seine Eltern sind entsetzt und fragen zunächst nach medizinischem Rat. Schließlich schicken sie ihn auf eine Kunstschule, wo sich Quentin mit einer Studentin befreundet, doch die Beziehung ist strikt platonisch. Durch die zufällige Begegnung mit einem Prostituierten wird Quentin in die Londoner Schwulenszene eingeführt, was bei ihm einen tiefen Eindruck hinterlässt. Er färbt sich die Haare rot, trägt seine Homosexualität trotz möglicher Gesetzesverfolgungen offen zur Schau und verdingt sich auch selbst als Prostituierter. Er zieht schließlich bei einem unfreundlichen jungen Mann namens Thumbnails ein, den er nicht ausstehen kann, bei dem er aber keine Miete zahlen muss. Nachdem er einen Job als Werbegrafiker bekommt, schließt Quentin mit der Prostitution ab und zieht bei Thumbnails aus.
In seiner eigenen Wohnung veranstaltet Quentin kleine Feiern und gewinnt einen Freundeskreis. Aufgrund seiner offen und ehrlich zur Schau getragenen Homosexualität erleidet er aber immer wieder tätliche Übergriffe auf Straßen, denen er nur manchmal mit Tricks und Freundlichkeit entkommen kann. Auch die meisten der anderen Schwulen möchten nichts mit Quentin zu tun haben, da sie seine Auffälligkeit fürchten. Nach Verlust seines Jobs in der Great Depression zieht Quentin als Untermieter bei einer Ballettlehrerin ein und hält sich anschließend als Tanzlehrer über Wasser. Seine zweite Beziehung mit einem Staatsbeamten scheitert währenddessen an der Furcht des Beamten, seine Homosexualität offen auszuleben. Mit Beginn des Zweiten Weltkrieges meldet er sich für die Armee, wird aber aufgrund seiner Homosexualität abgelehnt. In dieser Zeit beginnt er als Nacktmodell in einer staatlichen Kunstschule zu arbeiten, weshalb er sich fortan als the naked civil servant („der nackte Staatsbedienstete“) bezeichnet.
In den 1940er-Jahren wird Quentin von zwei Polizisten vor Gericht gebracht, da er Männer auf der Straße habe verführen wollen. Ihm droht eine Haftstrafe. Quentin hält eine bemerkenswerte Rede, in der er sich zu seiner Homosexualität bekennt, aber die Vorwürfe der Beamten zurückweist. Wenn er wirklich Männer auf offener Straße am hellen Tag verführen wolle, so habe er kaum Chancen mit seinem derart offensichtlichen Auftreten. Zudem kommen ihm verschiedene Freunde als Zeugen seines guten Charakters zur Hilfe, sodass der Fall schließlich abgewiesen wird.
1945 beginnt Quentin seine dritte längere Beziehung mit dem zurückgekehrten Soldaten Barndoor. Die Beziehung läuft ein paar Jahre, aber Quentin wird endgültig bewusst, dass er lieber alleine lebt. Eine Freundin von Quentin hat unterdessen ihren polnischen Mann verlassen, um eine Nonne in Frankreich zu werden. Der Pole muss in eine geschlossene Anstalt eingewiesen werden, wo Quentin ihn auf die Bitte seiner Freundin für die nächsten acht Jahre jedes Wochenende besucht. Als dem Polen erlaubt wird, am Wochenende die Anstalt verlassen und Quentin besuchen zu dürfen, werden sie Liebhaber, bis der Pole sich eines Tages erhängt. Als Quentin einmal gesagt wird, dass er mit roten Haaren alt aussehe und sich jung machen wolle, färbt er diese fortan in blauer Farbe.
Im Jahr 1975 erklärt Quentin, dass sein buntes äußeres Erscheinungsbild, mit dem er einst in den 1930ern seine Individualität ausdrücken wollte, im London der 1970er-Jahre für die junge Generation normal geworden sei. Als zwei Teenager sich über ihn lustig machen, erklärt er ihnen, er sei einer der „stattlichen Homos von England“ und geht selbstbewusst seines Weges.

## Synchronisation
Die deutsche Synchronfassung entstand bei der Berliner Synchron. Horst Balzer schrieb das Dialogbuch und führte Regie.
| Rolle                  | Darsteller             | Synchronsprecher        |
| ---------------------- | ---------------------- | ----------------------- |
| Quentin Crisp          | John Hurt              | Jürgen Thormann         |
| Quentin Crisp          | Quentin Crisp (Prolog) | Friedrich W. Bauschulte |
| die Kunststudentin     | Liz Gebhardt           | Almut Eggert            |
| die Ballettlehrerin    | Patricia Hodge         | Evelyn Gressmann        |
| Mr. Pole               | Stanley Lebor          | Lothar Blumhagen        |
| Mrs. Pole              | Katherine Schofield    | Ina Halley              |
| Thumbnails             | Colin Higgins          | Joachim Pukaß           |
| Staatsbeamter          | John Forbes-Robertson  | Hermann Ebeling         |
| Barndoor               | John Rhys-Davies       | Peer Schmidt            |
| Mr. Crisp              | Lloyd Lamble           | Heinz Petruo            |
| Norma                  | Shane Briant           | Harald Juhnke           |
| Liz                    | Roger Lloyd-Pack       | Ulrich Gressieker       |
| Gloria                 | Adrian Shergold        | Manfred Lehmann         |
| Militär-Psychiater     | John Cater             | Joachim Nottke          |
| Richter                | Martin Boddey          | Siegfried Schürenberg   |
| Armee-Sergeant         | Dominic Allan          | Wolfgang Völz           |
| Mr. Dunsmore           | Graham Armitage        | Norbert Langer          |
| Vorgesetzter Armeearzt | Richard Butler         | Edgar Ott               |
| Kunstlehrer            | Christopher Coll       | Peter Matic             |
| Schläger 2             | Billy Colvill          | Oliver Grimm            |
| Armee-Doktor           | John Crocker           | Dietrich Frauboes       |
| Polizist 1             | John Flanagan          | Hans-Werner Bussinger   |
| Familienarzt           | Frank Forsyth          | Heinz Theo Branding     |
| Quentin's Schläger     | Anthony Heaton         | Klaus Sonnenschein      |
| Lord Alcohol           | Anthony Howard         | Jochen Schröder         |
| Tänzer 2               | Barry McGinn           | Lutz Riedel             |
| G.I. 2                 | Bob Sherman            | Claus Jurichs           |
| Kriminalbeamter        | Peter Sproule          | Peter Schiff            |
| Staatsanwalt           | David Trevena          | Klaus Miedel            |
| Detective Inspector    | Frederick Treves       | Friedrich G. Beckhaus   |

## Auszeichnungen
- 1975: Auszeichnung mit dem British Academy Television Award in der Kategorie Bester Schauspieler für John Hurt
- 1975: Nominierung für den British Academy Television Award in der Kategorie Best Single Play (bestes einzelnes Fernsehspiel)
- 1976: Prix Italia als Bestes Drama
- 2000: Platz 4 bei der Wahl „BFI TV 100“

## Rezeption
Seine Erstausstrahlung hatte der Film am 17. Dezember 1975 auf dem britischen Sender ITV.
The Naked Civil Servant wurde allgemein mit sehr guten Kritiken bedacht und machte Quentin Crisp endgültig zu einer bekannten Persönlichkeit. Crisp selbst äußerte sich ebenfalls freundlich und lobte John Hurts Darstellung. Für John Hurt war die Darstellung des Quentin Crisp eine seiner wichtigsten Filmrollen, in die er 2009 nochmals in der Fortsetzung An Englishman in New York – die von Crisps späterem Leben in New York handelt – zurückkehrte. Eine kleinere Kontroverse gab es in den USA bei der ersten Ausstrahlung des Films, die homosexuellenfeindliche Gruppen zu verhindern suchten.
Die US-amerikanische Zeitschrift TV Guide meinte Jahrzehnte später, dass die Produktion insbesondere dank John Hurts „meisterhaftem Schauspiel“ und der „unapologetischen Art“, in der er seine Figur darstelle, funktioniere.
Der Filmdienst schrieb, der Film sei „verfilmt in einem sehr sicheren Stil zwischen Ernst und Komik: ein umsichtiges Plädoyer für Toleranz und Verständnis, besetzt mit einem faszinierenden Hauptdarsteller.“